# Quand se lève la lune
Pour plus de détails, voir Fiche technique et Distribution.
Quand se lève la lune (The Rising of the Moon) est un film irlandais réalisé par John Ford, sorti en 1957.

## Synopsis
Film en trois épisodes, où Ford retrouve son Irlande natale, à travers des histoires très proches de ses attaches, et qui utilise Tyrone Power comme narrateur.

## Fiche technique
- Titre : Quand se lève la lune
- Tire original : The Rising of the Moon
- Réalisation : John Ford
- Scénario : Frank S. Nugent d'après The Majesty of the Law de Frank O'Connor, A Minute's Wait de Michael J. McHugh et The Rising of the Moon d'Augusta Gregory
- Montage : Michael Gordon
- Chef-opérateur : Robert Krasker, assisté de Denys N. Coop (cadreur)
- Musique : Eammonn O. Gallagher
- Costumes : Jimmy Bourke
- Pays de production :  Irlande
- Durée : 81 min

## Distribution
- Cyril Cusack : Inspecteur Michael Dillon
- Noel Purcell : Dan O'Flaherty
- Jack MacGowran : Mickey J.
- Tony Quinn : le chef de gare
- Michael Trubshawe : Colonel Frobisher
- Anita Sharp-Bolster : sa femme
- May Graig : la tante marieuse
- Denis O'Dea : le sergent de police Tom O'Hara
- Eileen Crowe : sa femme
- Frank Lawton : l'officier britannique
- Donal Donnelly : le prisonnier Sean Curran alias Jimmy Walsh

## Commentaires
Le scénario est tiré d'une nouvelle de Frank O'Connor, d'une comédie de Martin J. McHugh et de la pièce de Lady Gregory.
« J'ai fait le film pour m'amuser et j'en ai eu beaucoup de plaisir » avouait John Ford. Il renonce ici à la couleur et choisit de réaliser ce film en trois parties entièrement en Irlande. C'est une œuvre relativement à part dans la carrière de Ford, à la fois attachante par la manière dont le cinéaste cherche à renouer avec certaines des traditions de son Irlande natale et en même temps décevante par rapport à ses films majeurs.

## Autour du film
- Tyrone Power, qui joue son propre rôle, se présente et rappelle ses origines irlandaises[2].
- Le tournage se déroula en Irlande (Comté de Galway, Comté de Clare, Dublin) de mars à mai 1956.
- Earnan O'Malley, l'un des conseillers techniques du film, était par ailleurs un membre actif de l'IRA.